# Barytatocephalus mocsaryi
Barytatocephalus mocsaryi là một loài tò vò trong họ Ichneumonidae.